# جعفر الحسيني الشيرازي
جعفر بن محمد بن مهدي الحسيني الشيرازي (1970 - الآن). هو رجل دين شيعي معاصر. مقيم في مدينة قم الإيرانية ويلقي دروس ومحاضرات في الفقه والاصول في «حوزة قم»، بالإضافة لإلقائه دروس في اصول الكافي والتفسير في مدينة قم.
ينتمي لعائلة «الشيرازي» حيث انه ثالث أكبر أبناء المرجع السيد محمد الشيرازي بعد السيد محمد رضا والسيد مرتضى، وجده هو المرجع الديني السيد مهدي الشيرازي المعروف في زمانه بعلمه وورعه، وعمه هو المرجع السيد صادق الشيرازي المقيم حاليا في مدينة قم.

## حياته

### ولادته ونشأته
ولد بمدينة كربلاء العراقية في شهر شعبان 1390 هـ وقضى هناك ما يقارب السنة الواحدة من عمره ولكن إثر الاخطار التي أحدقت بوالده واعمامه في العراق والضغوطات الشديدة التي تعرضت لها اسرتهم اضطروا للهجرة إلى الكويت فقضى سنين طفولته هناك. 

### هجرته إلى إيران
وفي بدايات سنة 1400 هـ ومع انتقال أسرته إلى مدينة قم الإيرانية كرّس أيامه للدراسة الحوزوية، فأتم المقدمات والسطوح العليا في مرحلة مبكرة ومن أهم اساتذته فی هذه المرحلة: اخواه والشیخ احمد بایاني والشیخ مصطفی اعتمادی والشیخ محمد تقي ستوده. 
ثم  حضر البحث الخارج عند والده وعمه والمرجع الشیخ حسين وحيد الخراساني.
واستمر في العلم عبر التدريس والتحقيق والمواصلة مع العلماء حتى ألّف كتابا في التجري وهو بحث اصولي معمّق نال على إثره عدة اجازات اجتهاد.

### هجرته إلى سوريا
و بحلول عام 1415 هـ هاجر إلى سوريا وتصدى لزعامة الحوزة الزينبية والتي وضع أول لبنة في تأسيسها عمه الشهيد السید حسن الشيرازي، فاستمر في عطائه العلمي والتدريس وازداد نشاطه الديني الدعوي هناك عبر المواصلة مع مختلف الفئات من دينية وفكرية وثقافية وغيرهنّ،
و أسس وساند مؤسسات دينية وثقافية في سوريا وغيرها.

### هجرته إلى إيران مرة أخرى
ثم بعد ذلک هاجر مرة أخرى إلى مدينة قم حيث صادفت هجرته وفاة والده المرجع السید محمد الشيرازي وتصدي عمه المرجع السید صادق الشيرازي للمرجعية.
و بعد حين من هجرته شرع بالقاء محاضرات البحث الخارج على مجموعة من طلاب العلم حيث هو مستمر فيه الآن، كما ويقدم محاضرات قيمة في التفسير والحديث تبث على القنوات الفضائیه. 

## مؤلفاته
و قد ألّف عدة كتب بعضها مطبوع والبعض الآخر مخطوط.
فالمطبوع منها:
- 1-ايضاح كفاية الاصول 5 مجلدات.
- 2-نبراس الأصول (من أول مباحث الالفاظ إلى آخر بحث التعادل والترجيح) 5 مجلدات.
- 3-نبراس الأحكام (كتاب الصيد والذباحة وكتاب الأطعمة والأشربة وكتاب الغصب وكتاب الشفعة) 3 مجلدات.
- 4-التفكر في القرآن (من سورة الحمد إلى سورة التوبة) 9 مجلدات.
- 5-شرح اصول الكافي 12 مجلد.
- 6-محاضرات ثقافية.
- 7-بحوث أخلاقية.
- 8-خطوات نحو النجاح.
- 9-شعائر عاشوراء.
- 10-حدیث الإمامة.
- 11-التجري.
- 12-الكلمات (محاضرات في العقیدة والسلوک).
- 13-معارف ديني (مجموعة من المحاضرات باللغة الفارسية).

واما المخطوط:
- 14-شرح قسم القطع والظن من الرسائل (باللغة الفارسية) 2 مجلد.
- 15-تفسير سورة الحمد والبقرة (باللغة الفارسية) 6 مجلدات.
- 16-شرح اصول الكافي (باللغة الفارسية) 14 مجلد.